# Dombó (Szerbia)
Dombó (szerbül Раковац / Rakovac) falu Szerbiában, a Vajdaságban, a Dél-bácskai körzetben, Belcsény községben.

## Története
Dombó nevét 1237-ben említi először oklevél a IV. Béla király által alapított bélakúti (péterváradi) apátság javai között.
A dokumentum a dombói kolostort az apátsággal szomszédos birtokként említi. Itt állt a 13. és a 14. században a Szent György tiszteletére emeltetett bebcés apátság, a források azonban a Boldogságos Szűzről elnevezett templomról is szólnak, amiből következtethetően, női bencés kolostor is létezett ezen a helyen.
Az itt végzett ásatások során a római korból való épületek alapjai is a felszínre kerültek, melyek köveit a háromhajós bazilika és a gótikus templom építésekor használták fel.
A dombói várról 1473-ből maradt fenn feljegyzés,többek között arról is, hogy a dombói várnagyok Csőregen hatalmaskodtak. Dombó ebben az időben már a szerémi püspökség fennhatósága alá tartozott, és valószínűleg ekkoriban építették át a kolostort várrá, és a nyugati oldalon ekkor épülhetett a kis kaputorony is. A vár virágzása a török időkig tartott.

## Népesség

### Demográfiai változások
| 1948 | 1953 | 1961 | 1971 | 1981 | 1991 | 2002 |
| ---- | ---- | ---- | ---- | ---- | ---- | ---- |
| 582  | 715  | 1060 | 968  | 1091 | 1357 | 1989 |